# Neuhausen (Weihmichl)

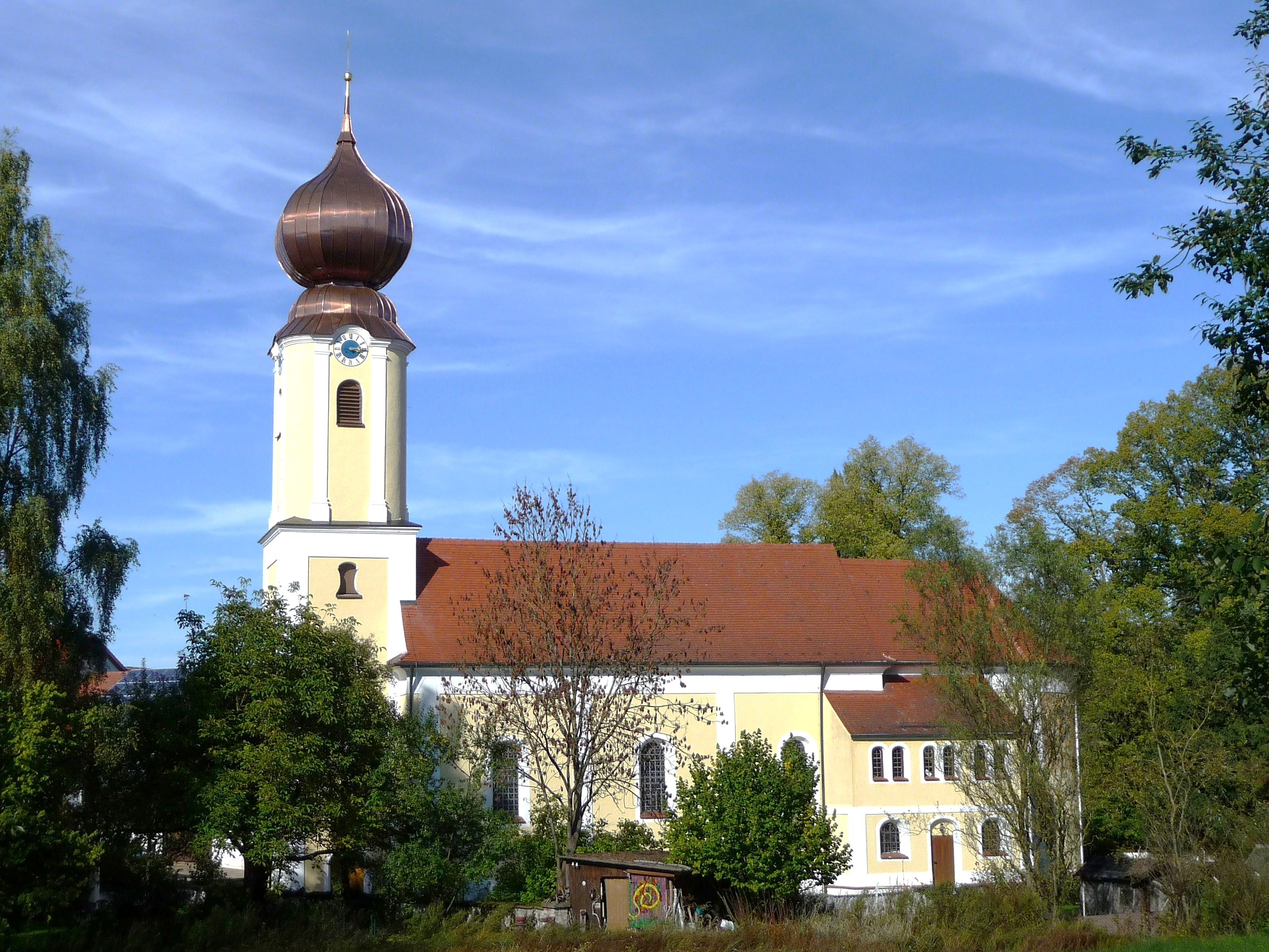
Die Pfarrkirche St. Laurentius in Unterneuhausen

Neuhausen (ab 1972 Neuhausen bei Landshut) ist der Name einer ehemaligen Gemeinde im niederbayerischen Landkreis Landshut, die heute zur Gemeinde Weihmichl gehört.

## Geschichte
Die durch das Gemeindeedikt von 1818 begründete Gemeinde Neuhausen bestand aus den Ortsteilen Oberneuhausen und Unterneuhausen. Im Zuge der Gebietsreform in Bayern erhielt die Gemeinde Neuhausen den neuen Namen Neuhausen b. Landshut. Am 1. Juli 1972 schloss sich die Gemeinde Stollnried an, doch am 1. Mai 1978 verschmolzen auf Wunsch ihrer Bürger die beiden Altgemeinden Weihmichl und Neuhausen zur heutigen Gemeinde Weihmichl.
Der Ober- und Unterneuhausen zusammenfassende Name Neuhausen besteht in mehreren Vereinen fort, auch im Projekt der Ortsumfahrung Neuhausen.

## Sehenswürdigkeiten
- Pfarrkirche St. Laurentius in Unterneuhausen
- Filialkirche St. Peter und Paul in Oberneuhausen

## Vereine
- Freiwillige Feuerwehr Neuhausen
- Gartenbauverein Neuhausen
- Schützenverein Vaterland Neuhausen
- Sportverein Neuhausen
- Neuhauser Stadlplattler
- Förderkreis Schmankerlmarkt und Dorfmitte Neuhausen e.V.
- Kriegerverein Neuhausen